# Aloe striatula
Espèce
Classification APG III (2009)
Statut CITES
L'Aloe striatula est une espèce du genre Aloès originaire d'Afrique du Sud et du Lesotho.

## Description
C'est une plante robuste, formant de larges buissons allant jusqu'à 2 mètres de hauteur et plusieurs mètres de largeur. Les tiges ont un diamètre moyen de 20 mm. La plante pousse en touffes grâce à sa forte capacité à drageonner. Dans son pays d'origine, la période de floraison se situe entre novembre et janvier.

## Distribution
Elle est présente de l'ouest de Graaff-Reinet dans le Karoo, à Queenstown et Lady Grey à l'est de la Province du Cap de l'Est, ainsi que dans les montagnes du Lesotho.

## Variétés
Deux variétés sont reconnues : Aloe striatula var. striatula Haworth et Aloe striatula var. caesia Reynolds 

## Écologie
Cette espèce supporte de très basses températures et pousse là où peu d'autres espèces d'Aloe survivraient.